# Myotis elegans
Myotis elegans é uma espécie de morcego da família Vespertilionidae.
Pode ser encontrada nos seguintes países: Belize, Costa Rica, El Salvador, Guatemala, Honduras, México e Nicarágua.